# Caecilia pachynema
Caecilia pachynema е вид безкрако земноводно от семейство Caeciliidae.

## Разпространение
Видът е разпространен в Еквадор и Колумбия.